# Bahnhof Yoyogi
Der Bahnhof Yoyogi (jap. 代々木駅, Yoyogi-eki) ist ein Bahnhof in der japanischen Hauptstadt Tokio. Er wird gemeinsam von den Bahngesellschaften JR East und Toei betrieben und befindet sich im Norden des Bezirks Shibuya. Darüber hinaus ist er ein wichtiger Umsteigeknoten zwischen Eisenbahn und U-Bahn.

## Verbindungen
Yoyogi ist ein Trennungsbahnhof, wo der vom benachbarten Bahnhof Shinjuku her kommende Bahnkorridor sich in zwei Trassen verzweigt. Sechs Linien von JR East befahren den Abschnitt durch Yoyogi, doch im Bahnhof halten nur zwei. Die Yamanote-Linie verläuft ringförmig um die gesamte Tokioter Innenstadt und gehört zu den am intensivsten genutzten Bahnstrecken der Welt. Nahverkehrszüge fahren – in beiden Richtungen – tagsüber alle fünf Minuten, während der Hauptverkehrszeit alle drei bis vier Minuten. Die Chūō-Sōbu-Linie durchquert die Innenstadt in West-Ost-Richtung und verbindet von Mitaka mit Akihabara und Chiba. Während der Hauptverkehrszeit beträgt die Zugfolge drei bis vier Minuten, wobei mehrere Züge westlich von Mitaka weiter nach Musashi-Koganei verkehren und erst dort wenden. Tagsüber werden zehn bis elf Züge stündlich angeboten. Das Verkehrsamt der Präfektur Tokio betreibt die Ōedo-Linie der U-Bahn Tokio, die aus einer Schleife rund um das Stadtzentrum und einer Zweigstrecke nach Hikarigaoka besteht. U-Bahn-Züge verkehren tagsüber zehnmal stündlich, während der Hauptverkehrszeit bis zu 16 Mal stündlich. Mit Ausnahme eines von der Bezirksverwaltung betriebenen Quartierbusses halten beim Bahnhof Yoyogi keine weiteren Buslinien.

## Anlage
Der Bahnhof steht an der Grenze zwischen den Stadtteilen Yoyogi im Westen und Sendagaya im Osten, die beide zum Bezirk Shibuya gehören. In der Nähe liegen unter anderem das Zentralkomitee der kommunistischen Partei Japans, das Yoyogi Animation College, die japanische Zentrale von GlaxoSmithKline, das NTT Docomo Yoyogi Building, zahlreiche kulturelle Institutionen und der westliche Teil des Parks Shinjuku Gyoen.
Die von Norden nach Süden ausgerichtete Anlage umfasst neun Gleise am Ende einer sich von Norden her verengenden Gleisharfe. Diese gehört zum benachbarten Bahnhof Shinjuku, dem bedeutendsten Bahnhof Japans, der durch wiederholte Ausbauten sukzessive in Richtung Yoyogi erweitert wurde. So liegen seit 2016 das südliche Ende der Bahnsteige 5 und 6 von Shinjuku und das nördliche Ende der Bahnsteige von Yoyogi nur etwas mehr als hundert Meter auseinander. Die Anfahrt von Shinjuku her gilt unter den Triebfahrzeugführern als der anspruchsvollste Abschnitt der Yamanote-Linie. Gründe dafür sind die unübersichtliche Kurvenlage und das Gefälle bzw. der Anstieg, was es herausfordernd macht, die Bremsen an der richtigen Stelle zu betätigen. Die nach Shinjuku führenden Bahnlinien werden unmittelbar südlich von Yoyogi durch ein massives Überwerfungsbauwerk vorsortiert. Die beiden am östlichsten gelegenen Gleispaare besitzen keine Bahnsteige in Yoyogi. Auf ihnen fahren die Züge der Shōnan-Shinjuku-Linie und der Saikyō-Linie bzw. der Chūō-Hauptlinie und der Chūō-Schnellbahnlinie ohne Halt durch.
Dem Personenverkehr in Yoyogi dienen die beiden westlichsten Gleispaare für die Yamanote-Linie und die Chūō-Sōbu-Linie. Sie liegen an zwei Seitenbahnsteigen und an einem Mittelbahnsteig, die alle vollständig überdacht sind. Zwei breite Personentunnel verbinden sie mit Ausgängen an der West-, Südwest- und Ostseite. Treppen und Rolltreppen stellen Verbindungen zwischen den beiden Ebenen her. Zwischen dem Bahnhof von JR East und dem benachbarten U-Bahnhof besteht keine direkte Verbindung, weshalb beim Umsteigen jeweils das Gebäude verlassen werden muss. Letzterer erstreckt sich unter der westlich angrenzenden Hauptstraße und verfügt über zwei Gleise an einem Mittelbahnsteig.
Im Fiskaljahr 2019 nutzten durchschnittlich 107.937 Fahrgäste täglich den Bahnhof. Davon entfielen 69.653 auf JR East und 38.284 auf Toei.

## Bilder

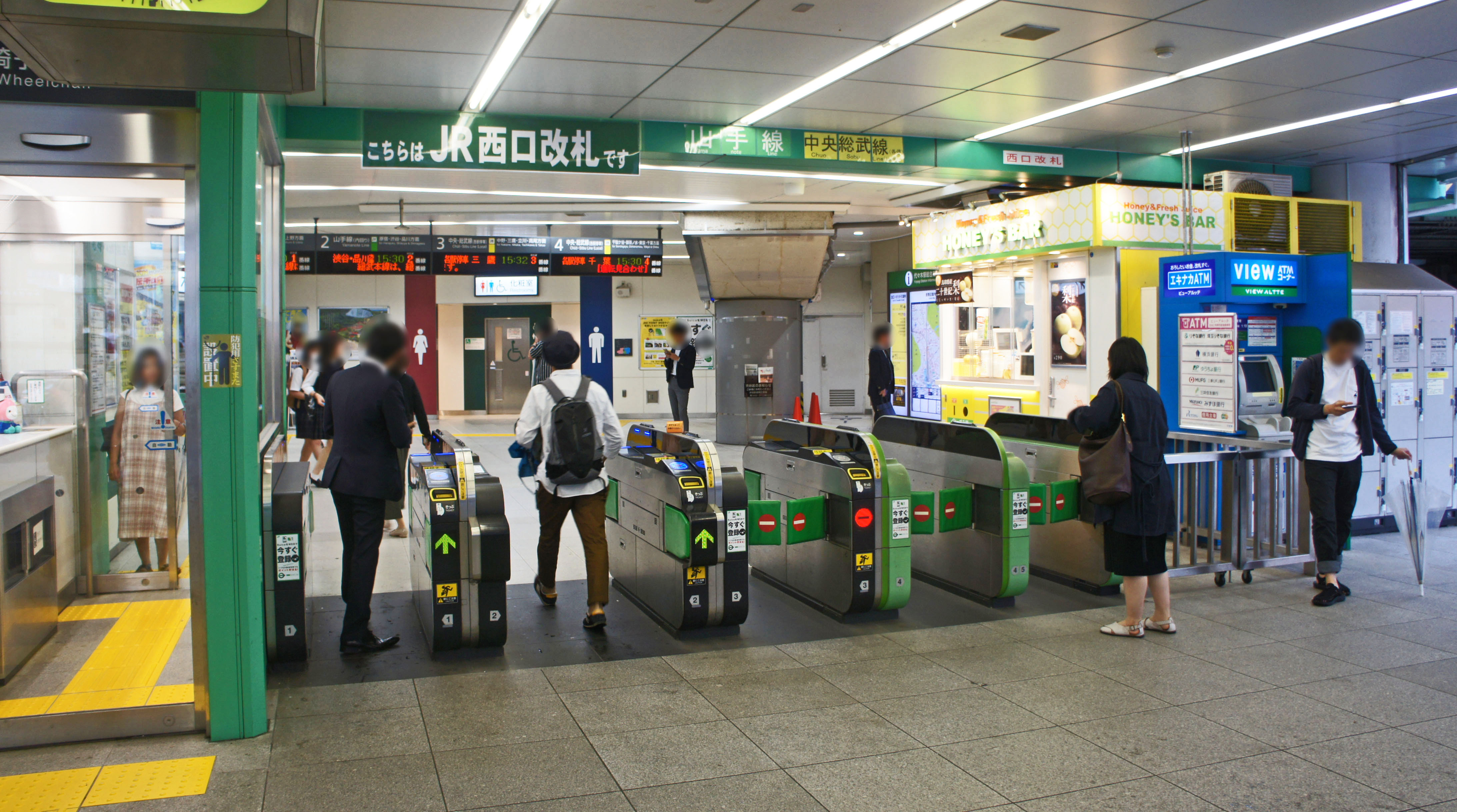
Bahnsteigsperren
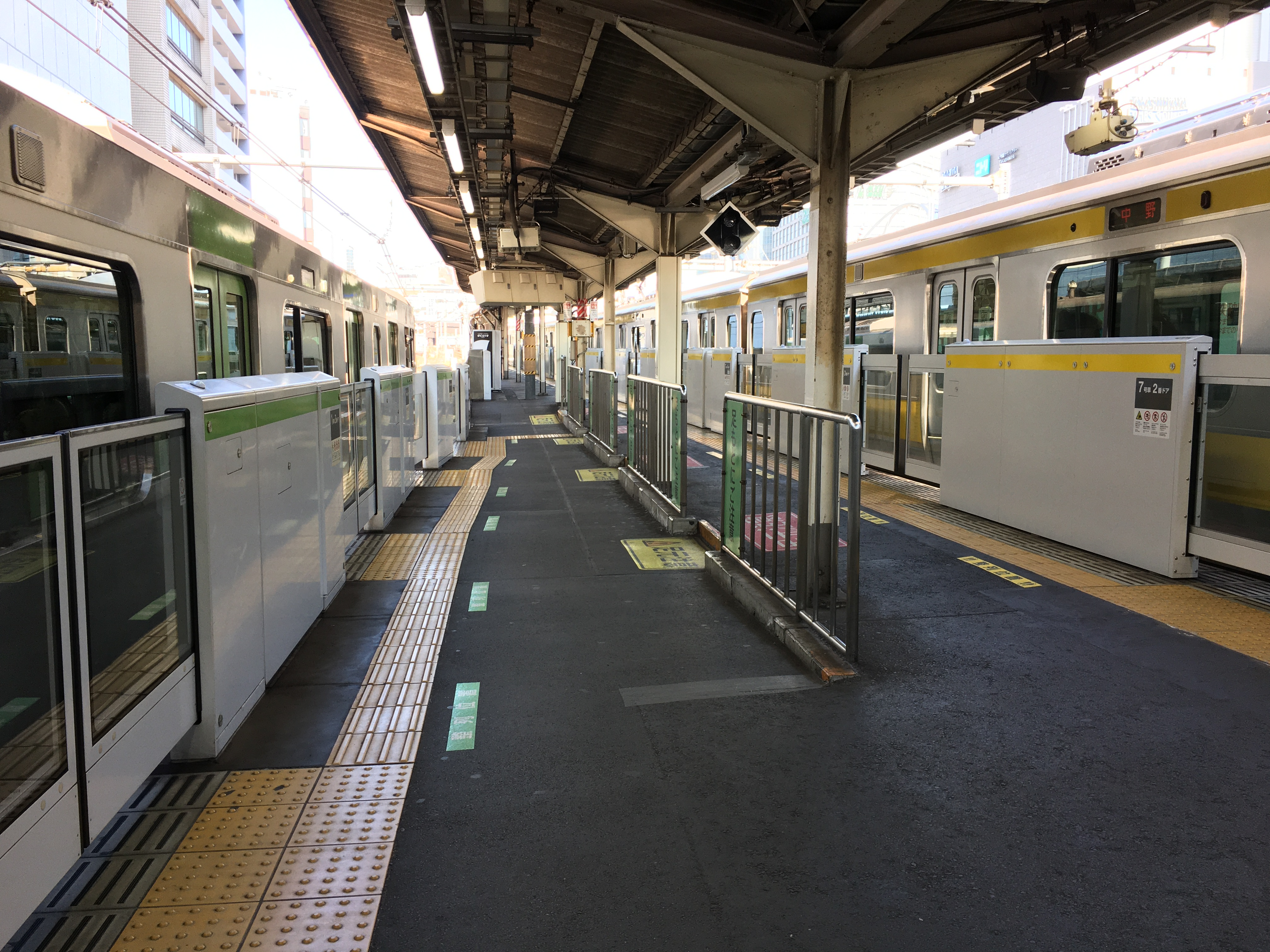
Ansicht eines Bahnsteigs
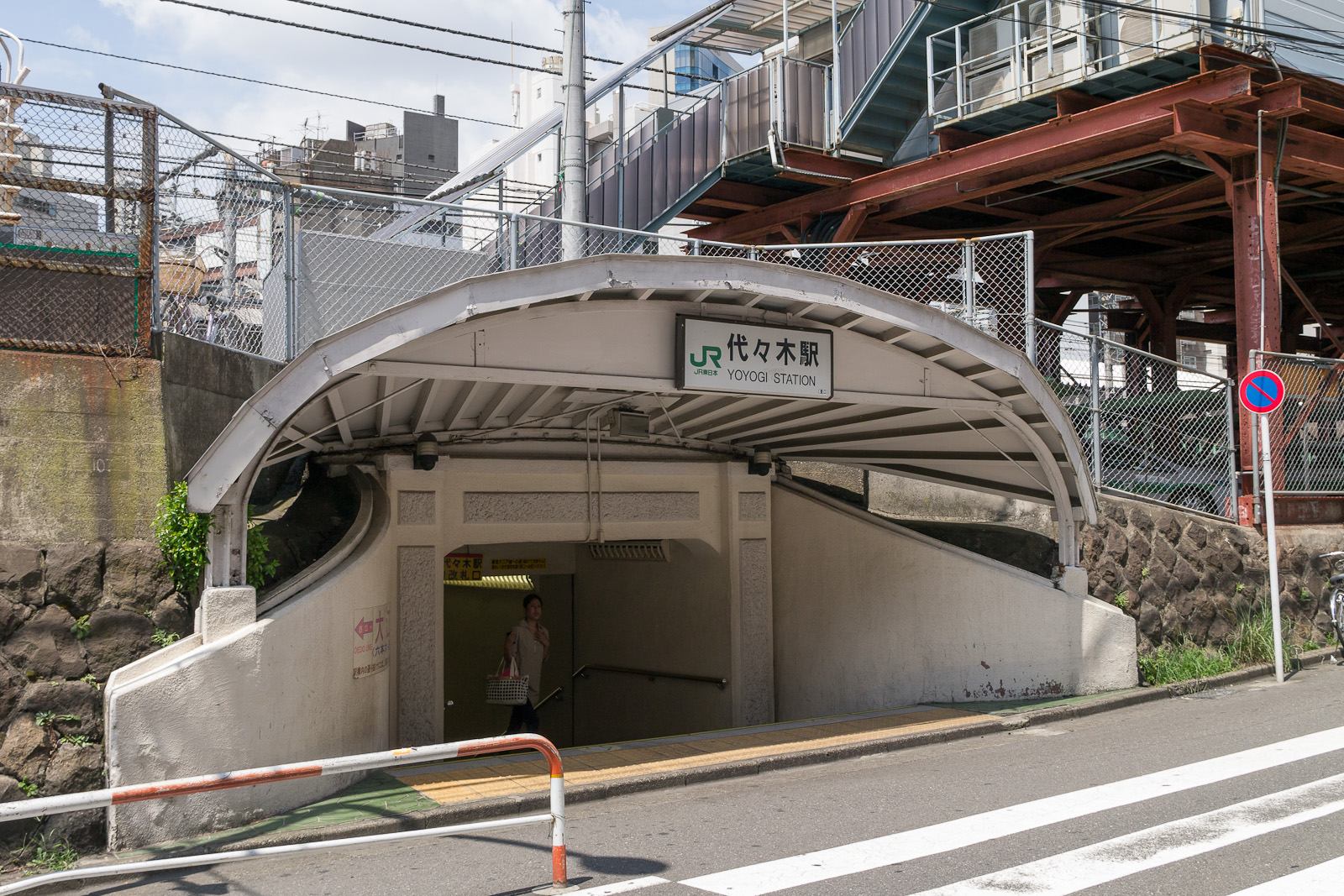
Osteingang
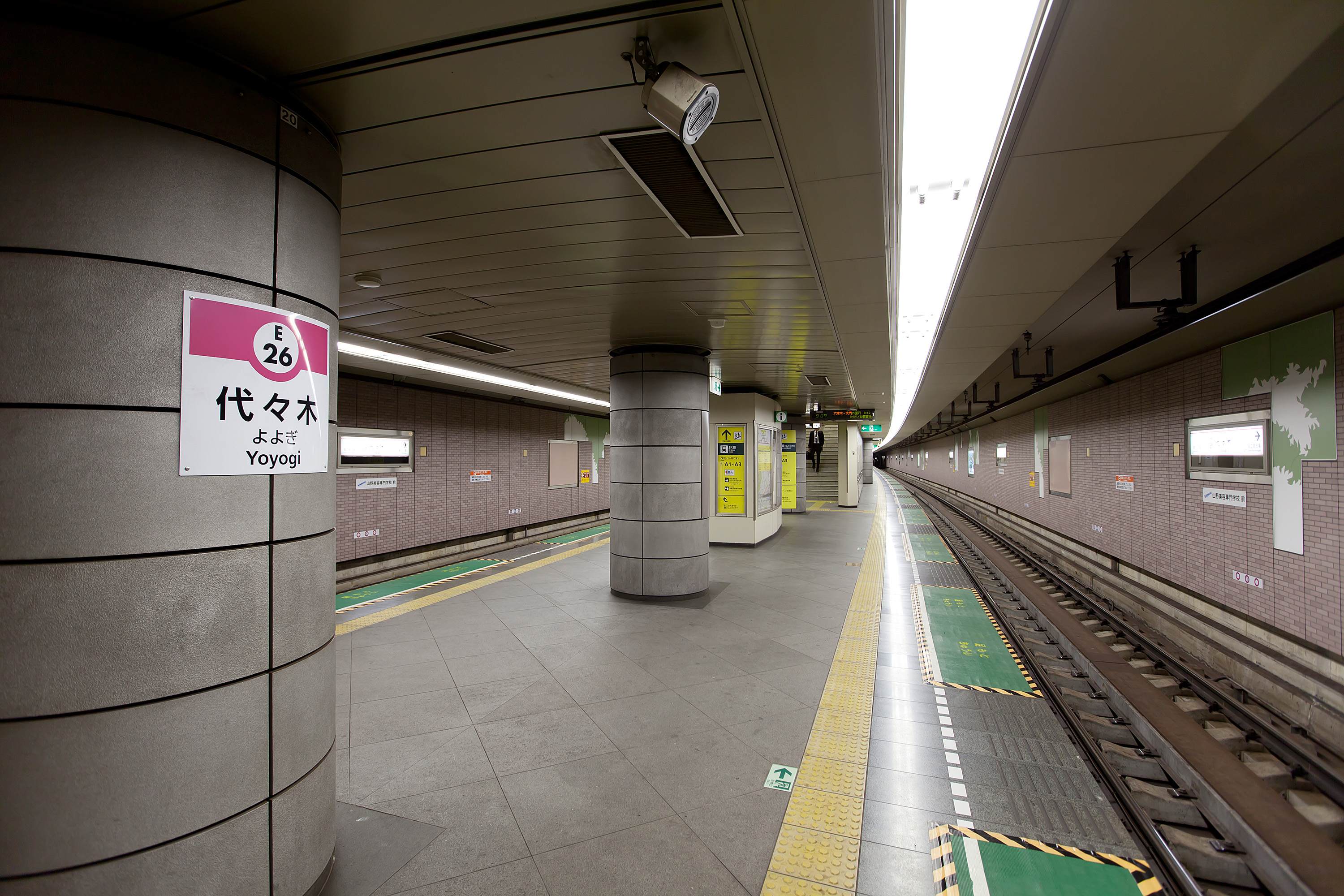
U-Bahnhof

## Gleise

Gleisplan der Bahnhöfe Yoyogi (links) und Shinjuku

JR East:
| 1 | ▉ Yamanote-Linie  | Shinjuku • Ikebukuro • Tabata • Ueno       |
| 2 | ▉ Yamanote-Linie  | Shibuya • Shinagawa • Tokio                |
| 3 | ▉ Chūō-Sōbu-Linie | Shinjuku • Nakano • Mitaka • Takao         |
| 4 | ▉ Chūō-Sōbu-Linie | Ochanomizu • Kinshichō • Tsudanuma • Chiba |

Toei:
| 1 | Ōedo-Linie | Roppongi • Daimon      |
| 2 | Ōedo-Linie | Tochōmae • Hikarigaoka |

## Linien
| Verlauf der Chūō-Schnellbahnlinie |
| --- |
| Chiba • Nishi-Chiba • Inage • Shin-Kemigawa • Makuhari • Makuharihongō • Tsudanuma • Higashi-Funabashi • Funabashi • Nishi-Funabashi • Shimōsa-Nakayama • Moto-Yawata • Ichikawa • Koiwa • Shin-Koiwa • Hirai • Kameido • Kinshichō • Ryōgoku • Asakusabashi • Akihabara • Ochanomizu • Suidōbashi • Iidabashi • Ichigaya • Yotsuya • Shinanomachi • Sendagaya • Yoyogi • Shinjuku • Ōkubo • Higashi-Nakano • Nakano • Kōenji • Asagaya • Ogikubo • Nishi-Ogikubo • Kichijōji • Mitaka |

| Verlauf der Yamanote-Linie |
| --- |
| Shinagawa • Ōsaki • Gotanda • Meguro • Ebisu • Shibuya • Harajuku • Yoyogi • Shinjuku • Shin-Ōkubo • Takadanobaba • Mejiro • Ikebukuro • Ōtsuka • Sugamo • Komagome • Tabata • Nishi-Nippori • Nippori • Uguisudani • Ueno • Okachimachi • Akihabara • Kanda • Tokyo • Yūrakuchō • Shimbashi • Hamamatsuchō • Tamachi • Takanawa Gateway • Shinagawa |

## Geschichte
1885 eröffnete die Nippon Tetsudō eine Strecke entlang dem damaligen westlichen Stadtrand von Tokio (Teil der heutigen Yamanote-Linie). Sie führte von Shinagawa nach Akabane und verband die Tōkaidō-Hauptlinie mit der Tōhoku-Hauptlinie. 1894 folgte die Kōbu Tetsudō mit der Inbetriebnahme des Abschnitts Shinjuku–Iidabashi der heutigen Chūō-Hauptlinie. Beide Bahngesellschaften verzichteten vorerst darauf, in Yoyogi einen Bahnhof einzurichten, weshalb ihre Züge hier ohne Halt durchfuhren. Erst am 23. September 1906, acht Tage vor ihrer Verstaatlichung, nahm die Kōbu Tetsudō nahe der Streckenverzweigung einen Bahnhof in Betrieb. Das staatliche Eisenbahnamt (das spätere Eisenbahnministerium), die 1906 auch die Nippon Tetsudō übernommen hatte, folgte am 16. Dezember 1909 mit der Einrichtung zusätzlicher Bahnsteige an der Yamanote-Linie; Yoyogi war nun ein vollwertiger Trennungsbahnhof.
Der Bau zusätzlicher Gütergleise entlang der Yamanote-Linie erforderte einen Neubau des Empfangsgebäudes. Kurz vor dessen Fertigstellung verursachte am 1. September 1923 das Große Kantō-Erdbeben erhebliche Schäden, sodass sich die Arbeiten verzögerten. Schließlich konnte der neue Bahnhof am 5. Dezember 1924 zusammen mit den neu erbauten Bahnsteigen am heutigen Standort eröffnet werden. Eigens für den Begräbniszug von Kaiser Taishō ließ das Eisenbahnministerium im Februar 1927 ein kurzes Anschlussgleis zum Schrein im Shinjuku Gyoen verlegen, das lediglich zwei Tage lang in Betrieb war und danach wieder entfernt wurde. Im Rahmen der Staatsbahnprivatisierung ging der Bahnhof am 1. April 1987 in den Besitz der neuen Gesellschaft JR East über. Am 20. April 2000 eröffnete die Toei den U-Bahnhof Yoyogi, zusammen mit dem Abschnitt Shinjuku–Kokuritsu-kyōgijō der Ōedo-Linie. Am 24. Oktober 2015 installierte JR East Bahnsteigtüren auf den Bahnsteigen der Yamanote-Linie, am 7. Juli 2020 auch auf jenen der Chūō-Sōbu-Linie.